# Finestra Azzurra

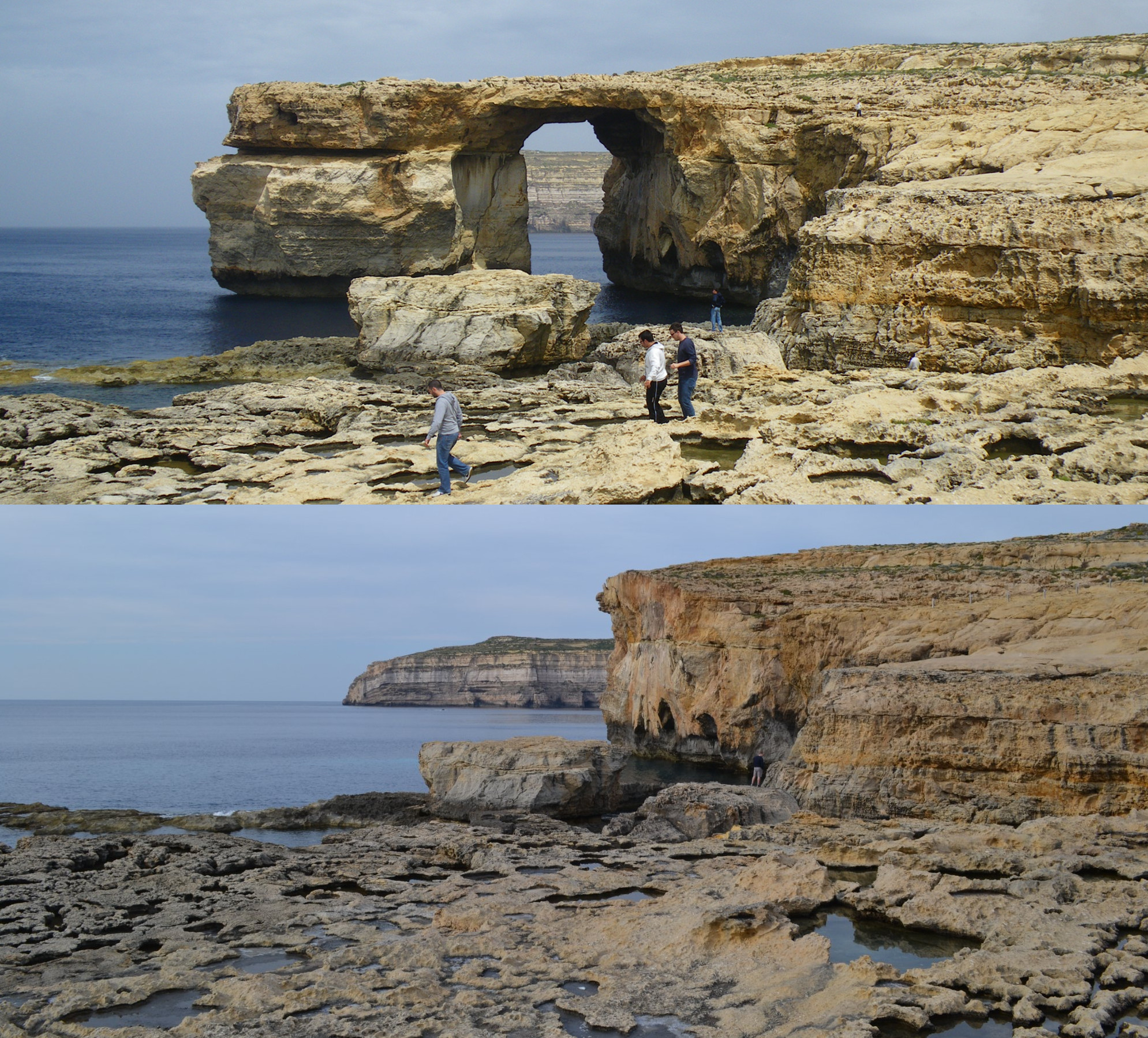
La Finestra Azzurra prima e dopo il crollo del marzo 2017

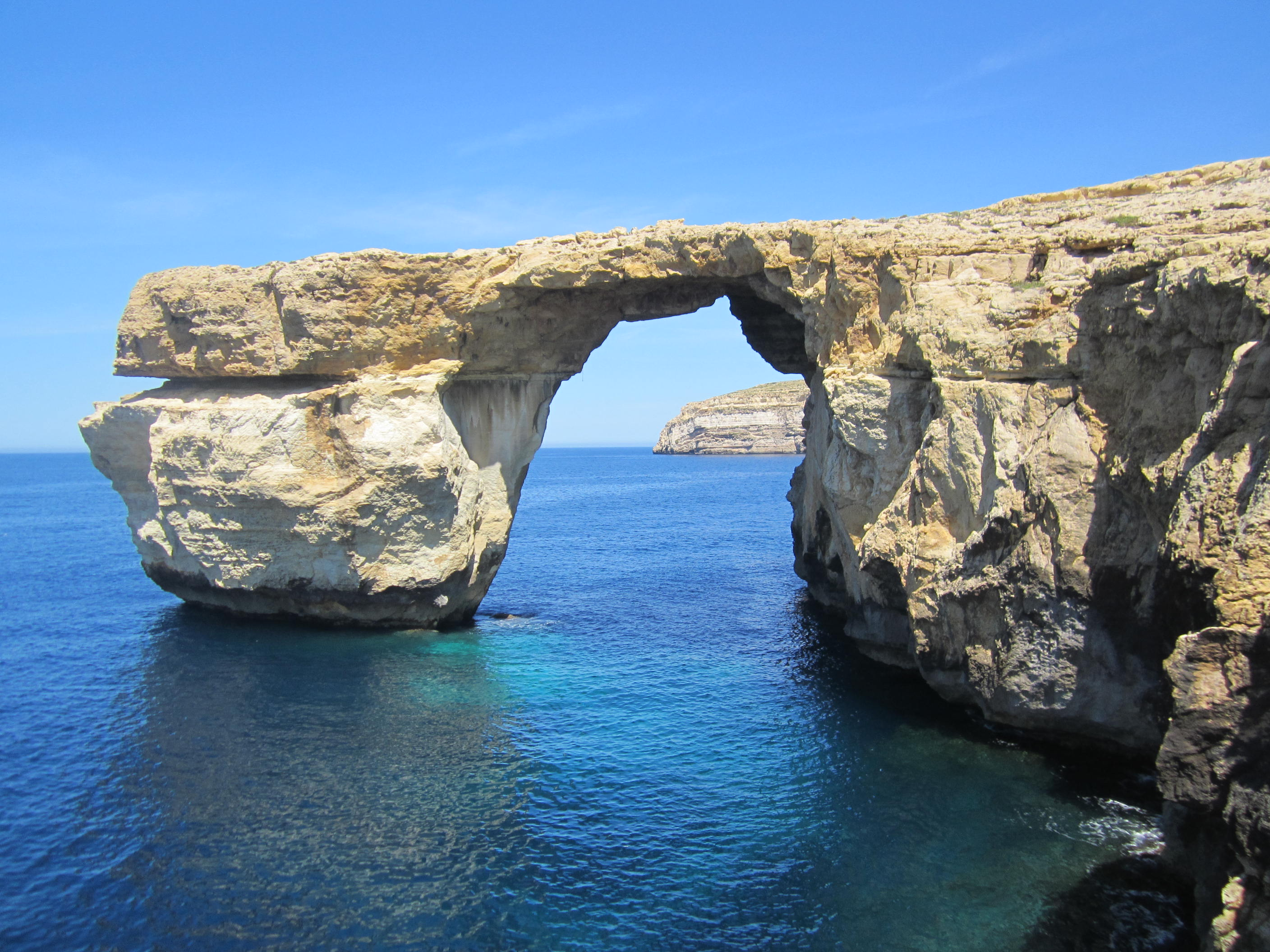
La Finestra Azzurra sull'Isola di Gozo

La Finestra Azzurra (in italiano, nome originario: Tieca Zerca; in maltese: it-Tieqa Żerqa; in inglese: Azure Window), conosciuta anche come Finestra di Dueira (it-Tieqa tad-Dwejra), era un arco naturale di roccia calcarea situato nella parte occidentale dell'isola di Gozo nell'arcipelago di Malta, vicino al golfo di Dueira, nel comune di San Lorenzo.
Il monumento naturale, che aveva un'apertura di circa 28 metri in altezza per 25 metri in larghezza, era considerato una delle più famose icone di Gozo e di Malta ed era un luogo molto popolare tra i subacquei e i turisti.
Nel mese di marzo 2017 l'arco naturale è crollato durante una forte tempesta, dopo che da diversi anni si erano accentuati gli effetti dell'erosione naturale.

## Geologia

### Composizione

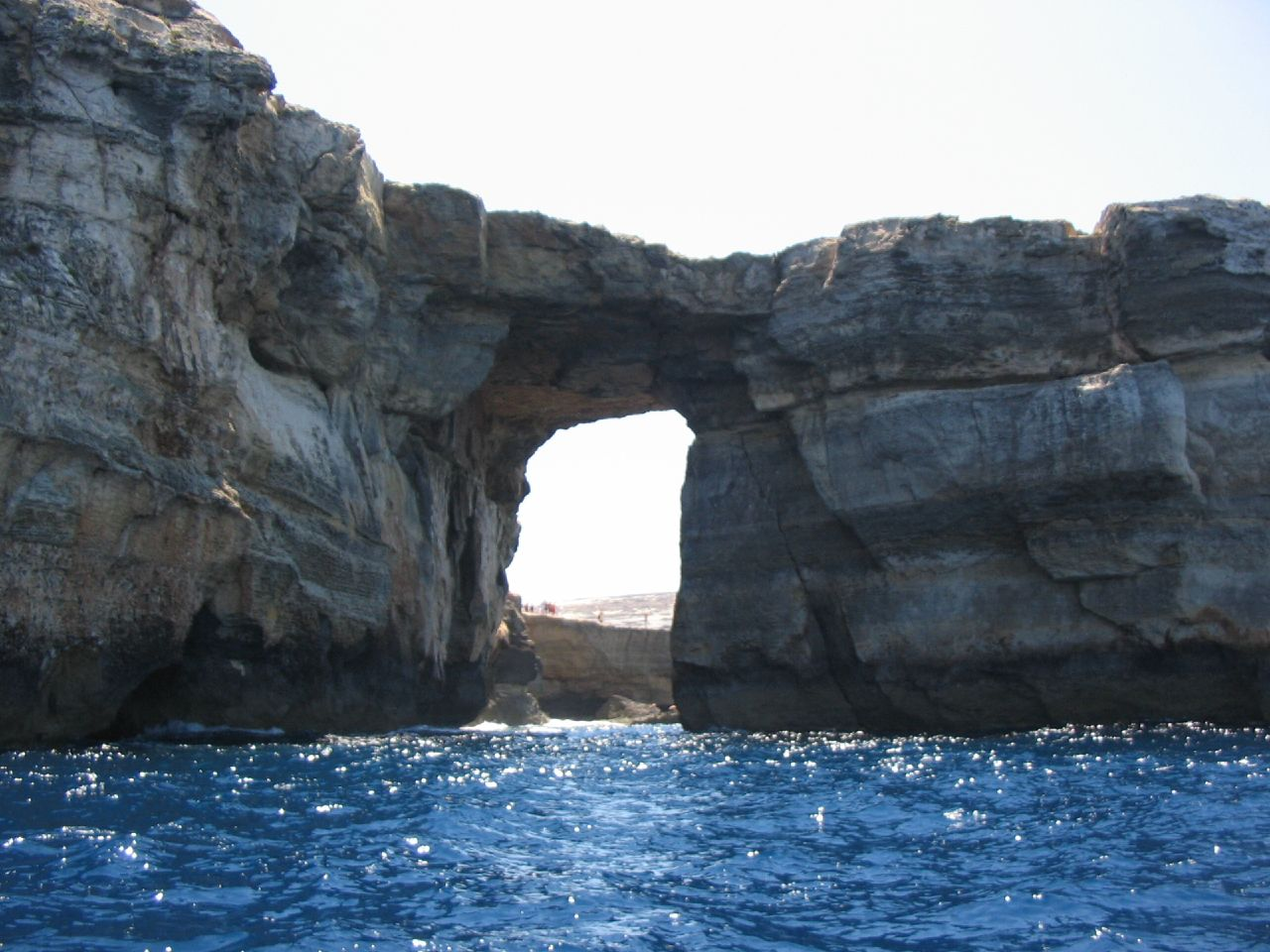
La Finestra Azzurra vista dal lato settentrionale

La Finestra Azzurra era composta da una roccia calcarea tipica di Malta, nota come Globigerina, che è la seconda più antica roccia reperibile nell'arcipelago e che copre quasi il 70% della sua superficie. La roccia, che è soggetta ad erosione naturale, conferisce alla costa maltese il suo aspetto distintivo. L'altezza delle falesie calcaree dell'arcipelago di Malta varia tra i 23 metri vicino al Forte Chambray sull'isola di Gozo e i 207 metri intorno a Marsa Scirocco a Malta.
Il materiale che costituiva l'arco naturale, alto 28 metri, era un calcare con sfumature che andavano dal giallo al grigio pallido, formatosi dai resti di organismi marini di Globigerina foraminiferi. La Finestra Azzurra è derivata dal crollo di due grotte sottomarine, avvenuto probabilmente nel XVI secolo, e si è ingrandita sempre a causa dell'erosione naturale causata dalle onde del mare e dalla pioggia..

### Erosione naturale

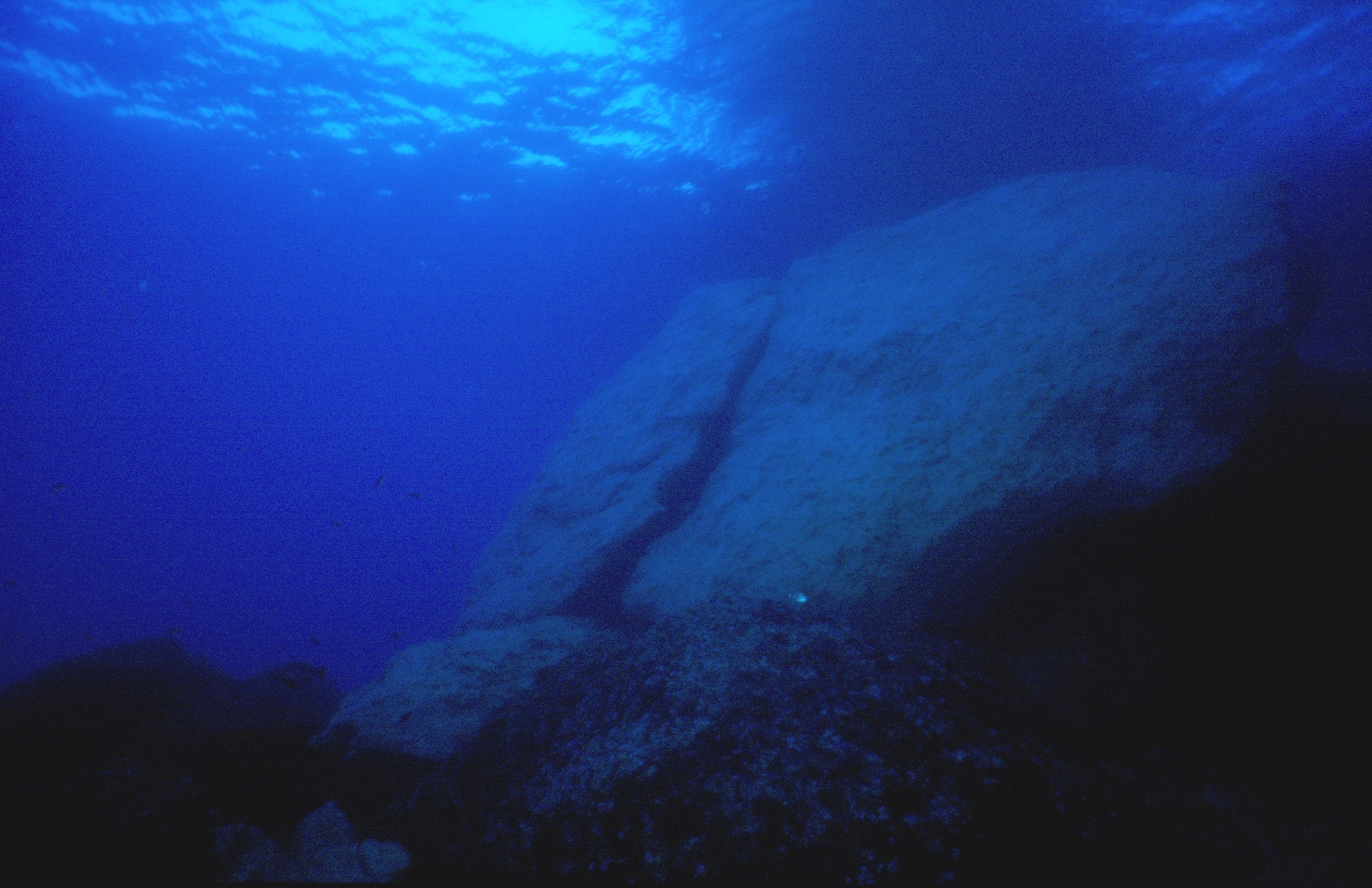
Parte del pilastro crollato in acqua nel 2012

L'erosione dell'arco è diventata evidente quando grandi pezzi di roccia hanno cominciato a cadere dalla parte inferiore dell'arcata. Tra il 1980 e il 2000 le parti crollate della lastra superiore dell'arco ampliarono in modo significativo l'apertura.
L'aumento dei crolli aveva suggerito che l'arco si sarebbe completamente disintegrato nel giro di pochi anni. La sua pericolosità comportò l'apposizione di appositi segnali per impedire ai turisti di camminare sull'arco.
Nel mese di aprile 2012 un grande pezzo di roccia si è staccato, provocando l'allargamento dell'apertura della finestra e facendola divenire più instabile. In seguito ad un'altra frana verificatasi nel febbraio 2013 venne commissionato uno studio geologico e geotecnico, che dopo quattro mesi determinò che l'arco era "relativamente stabile e continuerà a rimanere tale per un certo numero di anni", pur avvertendo che la caduta di rocce sarebbe continuata e avrebbe potuto essere pericolosa per le persone che si fossero avvicinate all'arco.. L'erosione aveva anche portato a una riduzione della sua forma oblunga, in precedenza quasi perfettamente orizzontale.
Ulteriori frane e fessurazioni sono state segnalate negli anni successivi, tanto che i pescatori locali evitavano di andare a pescare con le loro barche vicino all'arco.
Nel mese di dicembre 2016 venne emessa un'ordinanza urgente di divieto di accesso che puniva con una sanzione di 1.500 euro i turisti che avessero continuato a camminare sull'arco ormai pericolante; ciononostante numerose persone continuarono a farlo.

### Crollo

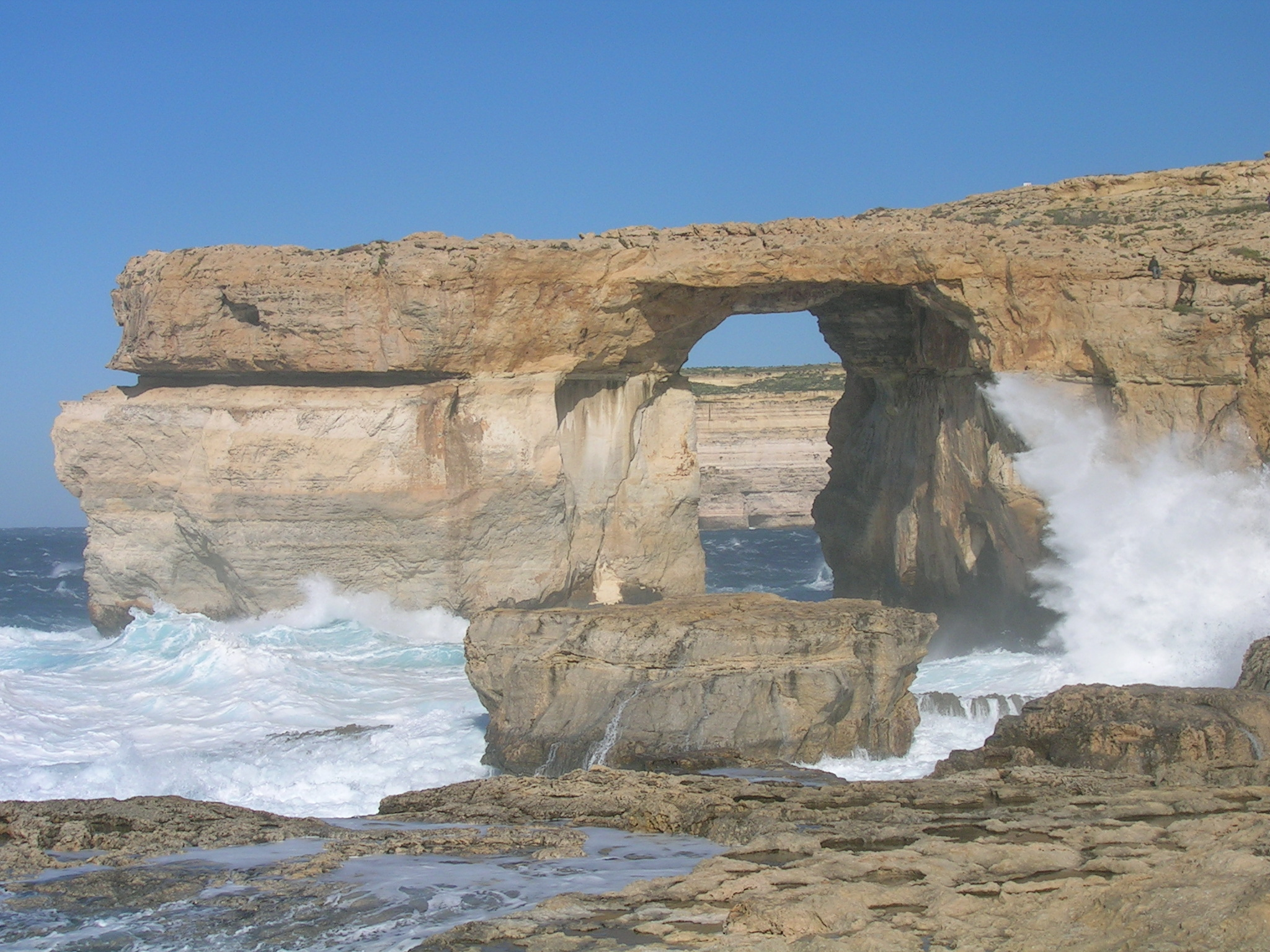
Onde alte vicino alla Finestra Azzurra

La finestra è completamente collassata verso le 9:40 del mattino dell'8 marzo 2017 durante una mareggiata causata da una burrasca con venti di maestrale superiori a 100 km/h, quando una grande onda marina ha impattato sul pilastro, facendo crollare la parte superiore dell'arco. In seguito al crollo è rimasta soltanto parte della colonna che sosteneva il tetto della finestra.
La notizia della grave perdita di questo patrimonio naturale di Malta è stata confermata ufficialmente dal primo ministro Joseph Muscat la mattina stessa e in breve tempo ha fatto il giro del mondo.

## Tutela
L'arco naturale era situato all'interno di una zona speciale di conservazione e nel 1998 è stato candidato nella lista provvisoria dei siti patrimonio dell'umanità UNESCO di Malta, insieme al resto del golfo di Dueira.
Altri monumenti naturali vicini sono la rocca del Generale (Il-Ġebla tal-Ġeneral), e il cosiddetto mare interno.

## Turismo
La Finestra Azzurra era una meta turistica popolare vicino al villaggio turistico di Dueira, nel comune di San Lorenzo. Le acque che circondavano l'arco naturale sono adatte per la balneazione, le immersioni subacquee e le gite in barca.
Negli ultimi anni l'arco era divenuto famoso per i tuffi, anche se illegali.

Panorama

## Nella cultura
La finestra azzurra è stata spesso ripresa nei film, come Scontro di titani (1981) e Montecristo (2002).
La si può vedere anche nella miniserie televisiva L'Odissea realizzata nel 1997.
L'area intorno alla Finestra Azzurra è stata utilizzata come set cinematografico della scena del matrimonio tra khal Drogo e Daenerys Targaryen nella prima stagione della serie televisiva Il Trono di Spade; le riprese provocarono molte polemiche quando si scoprì che il delicato ecosistema protetto era stato danneggiato dalla produzione televisiva.